# Fortaleza Berdavan
La fortaleza Berdavan o también conocido como castillo de Berdavan o  Ghalinjakar (en armenio: Բերդավանի ամրոց) está situado en una colina cerca de la frontera con Azerbaiyán y de la población de Berdavan en la Provincia de Tavush de Armenia. Se encuentra a 664 metros sobre el nivel del mar.

## Historia
Se cree que originalmente fue construido entre los siglos X y XI, pero, la estructura actual es más probable que pertenezca al periodo medieval tardío del siglo XVII durante el cual se reconstruyó el castillo. Es probable que el templo de Ghalinjakar mencionado en la obra de un anónimo historiador georgiano del siglo XIII, fuera de hecho Berdavan.
Algunas reconstrucciones adicionales tuvieron lugar en la década de 1980. Las ruinas fueron despejadas por la parte exterior, y las partes superiores de construcción deficiente y torres descompuestas se reconstruyeron. Las dos torres del noreste están siendo reconstruidas en el siglo XXI. Las excavaciones arqueológicas en el sitio han puesto al descubierto placas de cerámica, hachas de metal y otros elementos que dan una visión de la vida de aquellos que moraron y trabajaron en Berdavan.

## Arquitectura

### Fortaleza
La fortaleza presenta una planta triangular con muros de defensa unidos entre sí por once torres exteriores semicilíndricas. Debido a la topografía en pendiente del terreno, las torres varían en altura de 5,5 metros en el extremo suroeste a 10,5 metros en el extremo noroeste. Los muros de la fortificación presentan un espesor de 1,2 metros, en el muro occidental se encuentra la única entrada al interior de un metro de ancho.
Dentro de los muros de la fortaleza se encontraban almacenes y otros edificios, así como un pasadizo secreto que en caso de asedio se podía utilizar como salida desde la fortaleza al cañón, parte de este camino, con la altura de un ser humano, todavía puede verse en la parte inferior de la torre situada en la esquina del este, en el interior de ella se encuentra la puerta al pasadizo.

### Iglesia
La estructura de la iglesia fue construida alrededor del período medieval tardío hacia el siglo X debido a la distribución, elementos decorativos y la técnica de construcción. Las ruinas se encuentran a unos 200 metro al suroeste de la fortaleza y constan de una tripe nave central con un cementerio y la capilla adyacente. Los muros de la iglesia siguen en pie a su altura original, aunque el techo se ha derrumbado y partes de la estructura se encuentran enterradas. Las paredes están edificadas con piedra de felsita ligeramente labrada de color amarillento, con algunos fragmentos de jachkar incrustados en el exterior.
Solo tiene un portal en la pared norte, probablemente construido a partir de piedras tomadas de otro monumento. Por encima de la entrada hay un tímpano adintelado. Dos aros de hierros situados a cada lado del portal indican que hubo alguna vez un atrio de madera. El interior era de planta rectangular de 12,55 x 7,75 metros, que fue dividido en tres naves por un par de arcos, los restos de arcos y sus bases se encuentran por encima de donde estaban los pilares de inserción, mientras que los arcos que abarcaban las naves han desaparecido. En el lado oriental del templo se encuentra un ábside semicircular con dos salas de oración adyacentes a cada lado. En unas paredes de una capilla independiente a unos 50 metros al sur de la iglesia se alzan dos jachkars sobre un alto pedestal pertenecientes a los siglos XII o XIII.
En el cementerio hay una gran piedra jachkar, tallada en forma de cruz y asentada sobre un pedestal en forma de cubo. En el frente de la jachkar se encuentran talladas en bajo relieve cruces y figuras humanas separados en paneles.